# NGC 7137
NGC 7137 este o galaxie situată în constelația Pegas. A fost descoperită în 17 noiembrie 1784 de către William Herschel. Se află la o distanță de 26,3 de megaparseci de Pământ.